# Annelie Enochson
Ulla Annelie Enochson, född Holmström 29 oktober 1953 i Härlanda församling i Göteborg, är en svensk politiker (kristdemokrat) och arkitekt. Hon var ordinarie riksdagsledamot 2000–2014, invald för Göteborgs kommuns valkrets.

## Biografi
Enochson utsågs till ny ordinarie riksdagsledamot från och med 1 februari 2000 sedan Ingrid  Näslund  avsagt sig sitt uppdrag som riksdagsledamot. I riksdagen var Enochson ledamot i trafikutskottet 2006–2014, bostadsutskottet 2000–2002 och OSSE-delegationen 2002–2006. Hon var även suppleant i arbetsmarknadsutskottet, bostadsutskottet, EU-nämnden, försvarsutskottet, OSSE-delegationen, skatteutskottet och utrikesutskottet. Efter valet 2006 blev hon Kristdemokraternas talesperson i trafikfrågor.[källa behövs]
Enochsons politiska engagemang har koncentrerats mot tre frågor: religions- och yttrandefrihet i Sverige och internationellt, engagemang för utsatta människor och lokala Göteborgsfrågor. Enochson var en av de drivande när Sveriges riksdag i mars 2010 beslutade att erkänna det Armeniska folkmordet. Detta skedde genom att Enochson tillsammans med folkpartisterna Gulan Avci och Agneta Berliner röstade med oppositionen. För hennes arbete med att lyfta det Armeniska folkmordet tilldelades hon och Fredrik Malm 2011 hedersmedaljen för nationalförsamlingen i Republiken Armenien, "Medal of Honour"
Enochson var ordförande i Samfundet Sverige–Israels riksorganisation mellan 2013 och 2017.

## Utmärkelser
- Medal of Honour av nationalförsamlingen i Republiken Armenien

## Fotnoter
1. ↑  I folkbokföringen stavas namnet med två s, Enochsson[3]